# Whitakers
La ville américaine de Whitakers (en anglais [ˈhwɪtəkərz])  est située dans les comtés d’Edgecombe et Nash, dans l’État de Caroline du Nord. Elle comptait 458 habitants lors du recensement de 2010.

## Démographie
| 1900 | 1910 | 1920 | 1930 | 1940 | 1950 |
| ---- | ---- | ---- | ---- | ---- | ---- |
| 388  | 755  | 723  | 930  | 883  | 962  |

| 1960  | 1970 | 1980 | 1990 | 2000 | 2010 |
| ----- | ---- | ---- | ---- | ---- | ---- |
| 1 004 | 926  | 924  | 860  | 799  | 744  |

## Source
- (en) Cet article est partiellement ou en totalité issu de l’article de Wikipédia en anglais intitulé « Whitakers, North Carolina » (voir la liste des auteurs).